# Tátraszéplak
Tátraszéplak (szlovákul: Tatranska Polianka, németül: Schönau) üdülőtelepülés, Magastátra város része Szlovákiában, az Eperjesi kerület Poprádi járásában. Mintegy 300 lakosa van.

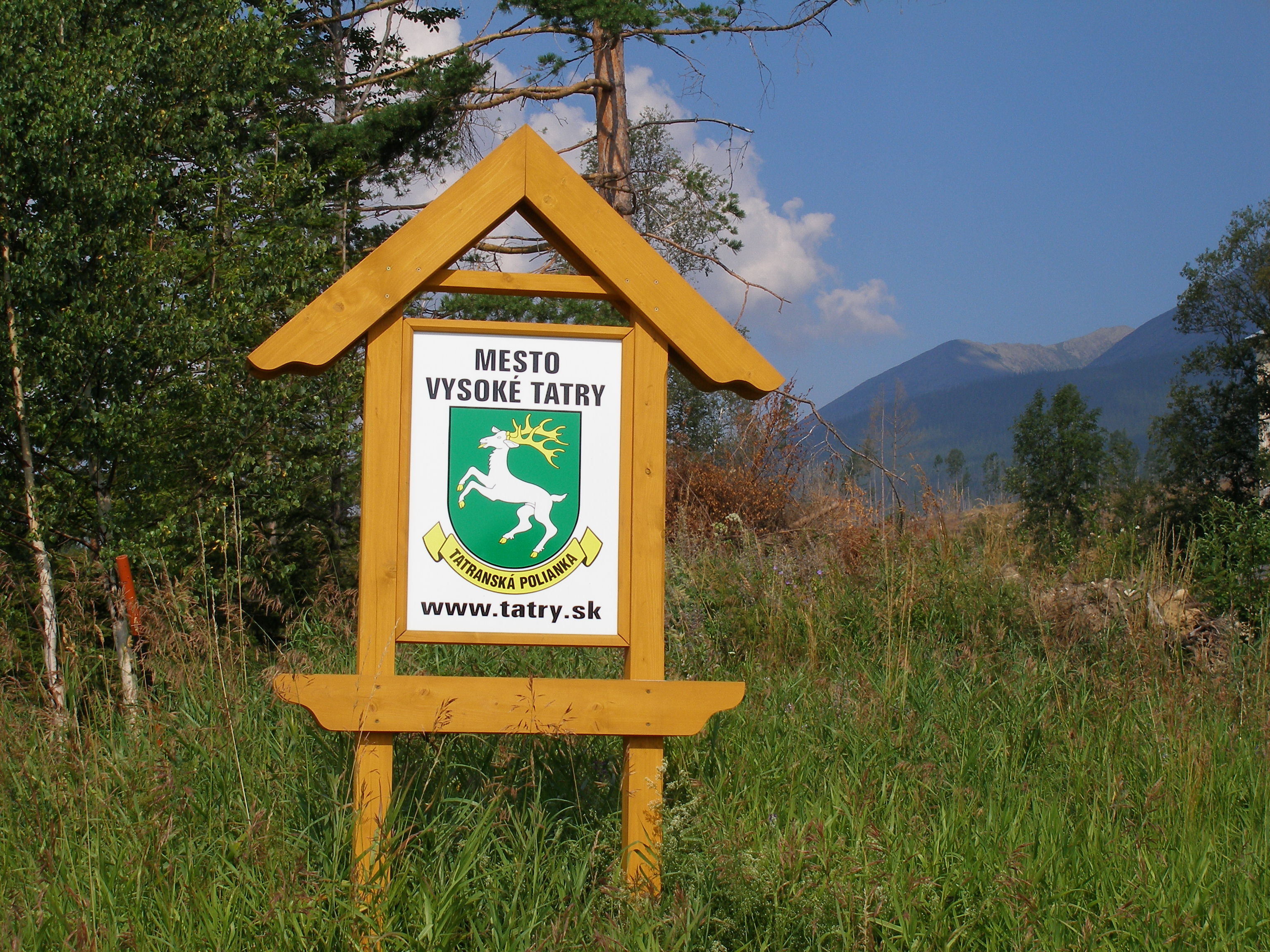
Tátraszéplak címere

## Fekvése
A Magas-Tátrában, Ótátrafüredtől 3 km-re délnyugatra, a Nagyszalóki-csúcs déli lejtőjén fekszik.

## Története
Területén 1020 m magasságban a puhói kultúra népének erődfalakkal megerősített településének nyomaira bukkantak.
Az első vadászlakot 1884-ben Weszter Pál jómódú gazda építette itt, majd 1888-ban három turistaházat építettek mellé. Ekkor említik először „Széplak” néven; a szlovák Polianka kis erdei tisztást jelent. Híres szanatóriumát 1902-ben dr. Guhr Mihály alapította, melyben kezdetben a tüdőbajban szenvedő embereket gyógyított. 1920-ig Szepes vármegye Szepesszombati járásához tartozott.
1925-től az új épület megépítésével asztmás és Basedow-kóros betegeket is fogadott.

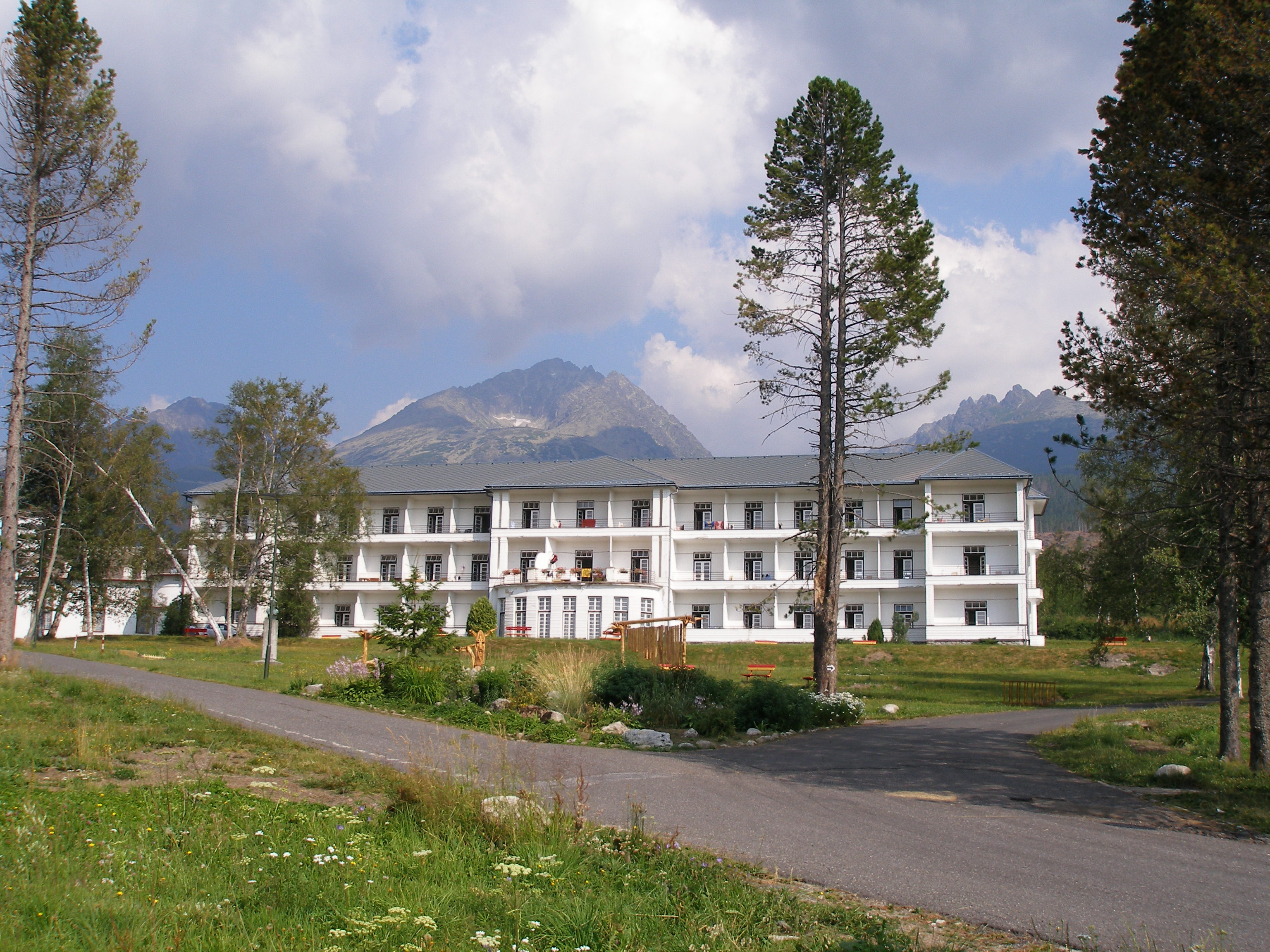
A szanatórium épülettömbje

1947-ig Gerlachfalvához tartozott, akkor Ótátrafüredhez csatolták, 1999-óta pedig Magastátra város része. Lakossága főleg a tátrai idegenforgalomból él.

## Közlekedés
A település vasúton a Magas-Tátra településeit összekötő Tátrai villamosvasúttal érhető el. A vasútállomás a település központjában fekszik.

## Nevezetességei
- A ma Jiří Wolker nevét viselő szanatóriumában főleg légúti betegségeket kezelnek.
- Tátrai-ház nevű panzióját 1912-ben építették.
- Síugrósánca, szánkó és bobpályája is van.

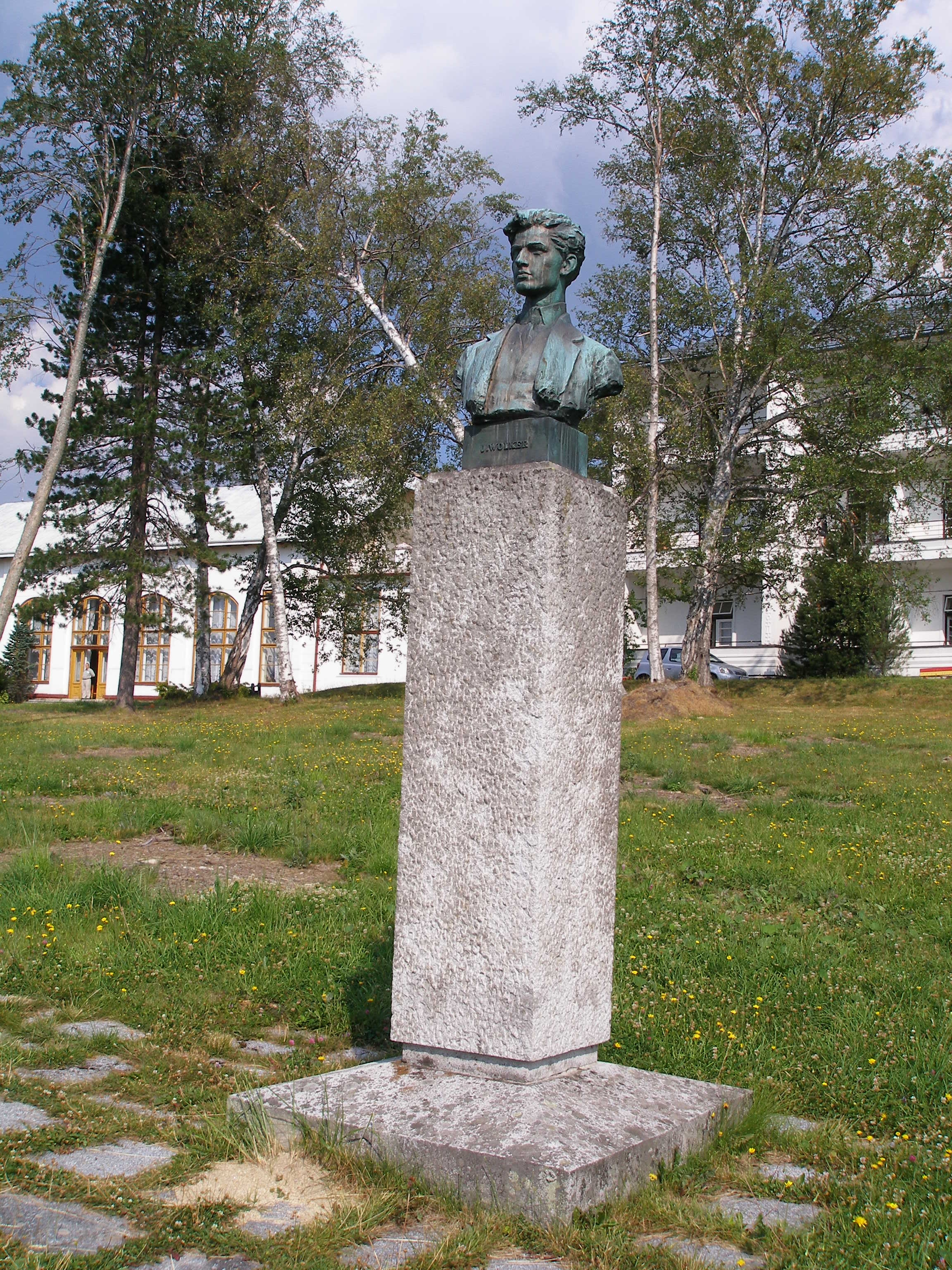
Jiří Wolker szobra

## Híres emberek
- Itt élt és alkotott Boruth Andor (1873-1955) festőművész, kiváló portréfestő és tátrai tájfestő.
- Itt kezelték Jiří Wolker (1900-1924) cseh költőt. A közeli parkban, a költő kedvelt pihenőhelyén 1949-ben helyezték el mellszobrát.

## Külső hivatkozások
- Tátraszéplak a Magas-Tátra turisztikai honlapján
- Tátraszéplak a Tátrai Nemzeti Park honlapján
- Tátraszéplak Szlovákia térképén